# 張充
張充（ちょう じゅう、449年 - 514年）は、南朝斉から梁にかけての官僚・学者。字は延符。本貫は呉郡呉県。

## 経歴
斉の特進・金紫光禄大夫の張緒の子として生まれた。若いころは素行が悪く、気ままな遊興を好んだ。かつて父の張緒が呉郡に帰郷して船着き場に到着すると、たまたま張充が左手の臂に鷹を止まらせ、右手に犬を引き連れて狩猟に出るところに遭遇した。張緒が「ひとつの身でふたつの仕事をするのはたいへんではないか」と皮肉ると、張充は跪いて「三十にして立つと私は聞いています。今は29歳です。来年まで待っていただければ変わってみせます」と答えた。張緒は「過って改めることができるとは、顔氏子にあるな」といった。その翌年になって張充は身を修めて態度を改めた。学問をするには年季が足らなかったが、多くを要点だけ読んで、『老子』や『易経』に最も明るかった。老荘の言説をよくして、従叔の張稷とともに名声があった。
撫軍行参軍を初任とした。太子舎人・尚書殿中郎を歴任した。永明元年（483年）、武陵王蕭曄の王友となった。ときに尚書令の王倹が斉に仕えており、武帝は王倹の意見をすべて採用していた。武帝がかつて張充の父の張緒を尚書僕射に任用しようと、王倹に意見を求めた。王倹は張緒の子どもたちの品行が良くないことを理由に再考を求め、武帝は任用を取りやめた。張充はこれを聞いて怒り、王倹に手紙を書いた。その文辞は激越で、王倹がこれを武帝に報告すると、張充は御史中丞の到撝の弾劾を受け、免官蟄居させられた。後に竟陵王蕭子良の下で司徒諮議参軍となり、王思遠や陸慧曉らとともに蕭子良の賓客となった。入朝して中書侍郎となり、ほどなく給事黄門侍郎に転じた。
永明11年（493年）、西昌侯蕭鸞が宰相となると、張充はその下で鎮軍長史となった。義興郡太守として出向し、その統治は清廉で安静なものであって、民衆や官吏に喜ばれた。ほどなく母が死去したため、辞職して喪に服した。服喪が終わると、太子中庶子に任じられ、侍中に転じた。
永元3年（501年）、蕭衍の東征軍が建康に接近し、東昏侯が百官を宮省に召し入れた。朝士たちは禍にかかるのを恐れて逃げ隠れしたが、張充はひとり侍中省に入って寝泊まりし、宮中を出ようとしなかった。城内で東昏侯が殺害され、百官が西鍾の下に集められたが、張充は召集に応じなかった。
蕭衍が霸府を開くと、張充はその下で大司馬諮議参軍となった。梁王国郎中令・祠部尚書に転じ、屯騎校尉を兼ねた。冠軍将軍・司徒左長史に転じた。梁の天監初年、太常卿に任じられた。天監5年（506年）、吏部尚書となり、その人事は公平とみなされた。まもなく散騎常侍・雲騎将軍の位を受け、晋陵郡太守として出向した。建康に召還されて散騎常侍・国子祭酒に任じられた。張充は道理の解釈を得意としており、堂に登って講説すると、皇太子蕭統以下がやってきて聴講した。祭酒のまま左衛将軍の号を受けた。天監10年（511年）、入朝して尚書左僕射となった。ほどなく雲麾将軍・呉郡太守に任じられた。車を下りて貧しい老人をいたわり、故郷の旧知の人々はみな喜んだ。
天監13年（514年）、病のため引退を申し出て、散騎常侍・金紫光禄大夫の位を受けて召還されることになったが、帰途につかないうちに呉郡で死去した。享年は66。侍中・護軍将軍の位を追贈された。諡は穆子といった。
子の張最が後を嗣いだ。

## 伝記資料
- 『南斉書』巻33 列伝第14
- 『梁書』巻21 列伝第15
- 『南史』巻31 列伝第21